# 過海隧道巴士N307線
過海隧道巴士N307線是香港的一條通宵過海巴士路線，由城巴及九巴聯營，深宵由港澳碼頭開往太和，清晨由太和開往上環，途經中環、金鐘、灣仔、銅鑼灣及北角，取道東區海底隧道、觀塘繞道、大老山隧道及吐露港公路往返大埔，只於每天深宵及清晨提供單向服務。本線是繼N680線後第二條途經大老山隧道的常規通宵專營巴士路線，以及繼該線和N691線後東隧第三條來往新界區的常規通宵專營過海巴士路線。
過海隧道巴士R307線是香港城巴及九巴聯合經營的一條特別巴士路線，只在渣打馬拉松舉行當天凌晨行走，由大埔（汀太路）開往銅鑼灣（維多利亞公園），主要方便居於大埔的參賽健兒前往賽事起點。

## 歷史
N307
2003年1月1日，此線當時作為節日特別路線投入服務，由中環碼頭單向前往大埔中心，只在元旦日、農曆年初一及聖誕節凌晨提供服務。當時主線307尚未提供晚間及假日服務。在2008年12月25日，此線一度改經軒尼詩道及怡和街。但在翌年此線恢復原有途經告士打道的行車路線。
由於N373線在大埔區的服務範圍只包含大窩西支路。儘管大埔區議會多番要求有關方面修訂定線，深入大埔新市鎮，運輸署也願意聆聽，遞交相應修訂建議文件，建議N373線繞經太和、大埔中心、大埔墟及廣福邨，但受北區區議會竭力阻撓而未能成事。因此大埔區議會轉而要求此路線提升為常規服務，運輸署亦於2019-2020年度巴士路線計劃中，建議將此路線改為常規服務，凌晨時份由中環（港澳碼頭）單向往大埔中心，駛至金鐘道後改經軒尼詩道、菲林明道及會議道，不再途經中環碼頭及告士打道，特別節日以外之服務不再途經菲林明道以東的軒尼詩道及銅鑼灣一帶；清晨時份則由大埔中心單向往上環。惟因全程收費維持在$35.7，加上只在每天深宵及清晨提供單向服務，被區議員痛斥「假通宵」、「搵笨」。
最終巴士公司於2020年1月19日凌晨起，以原方案提升此線為常規深宵服務，除指定日子以外不再途經銅鑼灣。2024年10月29日：由大埔中心延長至太和，來回方向加停銅鑼灣及北角，所有由太和開出之班次提早十分鐘開出，不再途經告士打道，由中環開出之班次不再途經灣仔碼頭。
R307
- 2010年2月28日：R307線投入服務，由大埔（汀太路）經大老山隧道及東區海底隧道往香港中央圖書館，大埔開0320及0340，當時只由城巴獨自營運。
- 2011年2月20日：R307線更改開車時間為03:10及03:30
- 2012年2月5日：R307線改經獅子山隧道及海底隧道，終點站改為設於香港中央圖書館對面的維多利亞公園正門外，更改開車時間為03:25及0345
- 2016年1月17日：九巴加入經營R307線，班次增至4班
- 2023年2月12日：減至兩班車。

## 服務時間及班次
N307
- 每日上環開：00:30、01:00
- 每日太和開：04:50、05:20

- 註：有紅字班次為九巴派車，其餘班次為城巴派車。

R307
- 大埔（汀太路）開：03:30、03:50、04:10、04:30

## 收費
N307
- 全程：$42.9
  - 過東區海底隧道後往太和：$25.8
  - 廣福邨往太和：$12.2
  - 大老山隧道往上環：$31.2
  - 東區海底隧道往上環：$17.8
  - 過東區海底隧道後往上環：$9.8

R307
全程：$40.1
| - 本線設有12歲以下小童及65歲或以上長者半價優惠。 - 65歲或以上香港居民使用「樂悠咭」，以及12歲以下合資格殘疾兒童使用「殘疾人士身份」個人八達通繳付車資，均可享有每程$2.0或半價（以較低者為準）的票價優惠；12至64歲合資格殘疾人士使用「殘疾人士身份」個人八達通（包括「樂悠咭」），以及60至64歲香港居民使用「樂悠咭」繳付車資，均可享有每程$2.0或全費（以較低者為準）的票價優惠。 - 65歲或以上長者如使用長者或一般個人八達通繳付車資，則只可享有半價優惠；12至64歲合資格殘疾人士如不使用「殘疾人士身份」個人八達通，以及60至64歲人士如不使用「樂悠咭」繳付車資，必須繳付全費。 - 乘客可以現金或八達通於上車時付款，不設找續。 - 每位成人乘客可免費攜帶最多兩名4歲以下而不佔座位的兒童乘客乘車，超額之4歲以下小童必須繳付小童車費乘車。 - 持有「九巴月票」之乘客在車票有效期內，每日可享最多10程任何九龍巴士及龍運巴士路線（包括本路線，以及聯營路線的九龍巴士／龍運巴士提供的班次；惟乘搭機場「A」及「NA」線則可享原價二七折優惠（不會計算每天10次合資格車程））；而B1線則每日可享最多各2程（不會計算每天10次合資格車程）。 - 九龍巴士、城巴、龍運巴士及陽光巴士全職員工及家屬（不包括外判職員）可免費乘搭本路線，惟必須拍職員或職員家屬八達通。 - 乘客亦可透過多元化電子支付系統（e度嘟）繳付車資，包括使用非接觸式VISA卡、JCB卡、萬事達卡、銀聯卡、美國運通、大來國際、Discover Card、Apple Pay、Google Pay、Samsung Pay、AlipayHK「易乘碼」、支付寶、WeChatHK／微信支付「搭車碼」、銀聯雲閃付「乘車碼」及BOC Pay「乘車碼」。乘客使用此付款方式，使用此支付方式的乘客可享有中途下車之分段收費，以及與其他九巴／龍運獨營路線或聯營線九巴／龍運班次之轉乘優惠，惟不適用於與非九巴／龍運路線之轉乘優惠，亦不能享有「公共交通費用補貼計劃」及「長者及合資格殘疾人士公共交通票價優惠計劃」。 |

## 行車路線
N307
港澳碼頭開經：干諾道中、林士街、德輔道中、金鐘道、軒尼詩道、怡和街、高士威道、英皇道、民康街、東區走廊、東區海底隧道、鯉魚門道、觀塘繞道、大老山隧道、大老山公路、吐露港公路、大埔公路－元州仔段、廣福道、寶鄉街、寶鄉橋、安祥路、安慈路、大埔中心巴士總站、安慈路、汀角路及寶雅路。
太和開經：寶雅路、汀角路、安慈路、大埔中心巴士總站 、安慈路、安祥路、寶鄉橋、寶鄉街、廣福道、大埔公路－元州仔段、吐露港公路、大老山公路、大老山隧道、觀塘繞道、鯉魚門道、東區海底隧道、東區走廊、民康街、英皇道、高士威道、伊榮街、邊寧頓街、怡和街、軒尼詩道、金鐘道及德輔道中。

### 沿線車站
N307
| 港澳碼頭開 | 港澳碼頭開         | 港澳碼頭開         | 太和開 | 太和開             | 太和開             |
| 序號       | 車站名稱           | 位置               | 序號   | 車站名稱           | 位置               |
| ---------- | ------------------ | ------------------ | ------ | ------------------ | ------------------ |
| 1          | 港澳碼頭           |                    | 1      | 太和站             | 太和巴士總站       |
| 2          | 林士街             | 德輔道中           | 2      | 大埔政府合署       | 汀角路             |
| 3          | 恒生銀行總行       | 德輔道中           | 3      | 平安里             | 汀角路             |
| 4          | 德忌利士街         | 德輔道中           | 4      | 海寶花園           | 安慈路             |
| 5          | 皇后像廣場         | 德輔道中           | 5      | 大埔中心           | 大埔中心巴士總站   |
| 6          | 金鐘站             | 金鐘道             | 6      | 大埔文娛中心       | 安祥路             |
| 7          | 軍器廠街           | 軒尼詩道           | 7      | 寶鄉街             | 寶鄉街             |
| 8          | 盧押道             | 軒尼詩道           | 8      | 運頭角里           | 廣福道             |
| 9          | 菲林明道           | 軒尼詩道           | 9      | 廣福邨             | 大埔公路－元洲仔段 |
| 10         | 史釗域道           | 軒尼詩道           | 10     | 大老山隧道         | 大老山公路         |
| 11         | 灣仔消防局         | 軒尼詩道           | 11     | 東區海底隧道轉車站 | 東區海底隧道       |
| 12         | 百德新街           | 怡和街             | 12     | 港運城             | 英皇道             |
| 13         | 維多利亞公園       | 高士威道           | 13     | 新都城大廈         | 英皇道             |
| 14         | 銀幕街             | 英皇道             | 14     | 長康街             | 英皇道             |
| 15         | 七海商業中心       | 英皇道             | 15     | 炮台山站           | 英皇道             |
| 16         | 電廠街             | 英皇道             | 16     | 清風街             | 英皇道             |
| 17         | 書局街             | 英皇道             | 17     | 香港中央圖書館     | 高士威道           |
| 18         | 港運城             | 英皇道             | 18     | 希慎廣場           | 軒尼詩道           |
| 19         | 東區海底隧道轉車站 | 東區海底隧道       | 19     | 天樂里             | 軒尼詩道           |
| 20         | 大老山隧道         | 大老山公路         | 20     | 北海中心           | 軒尼詩道           |
| 21         | 廣福邨             | 大埔公路－元洲仔段 | 21     | 軒尼詩道官立小學   | 軒尼詩道           |
| 22         | 廣福道             | 廣福道             | 22     | 修頓球場           | 軒尼詩道           |
| 23         | 寶鄉橋             | 寶鄉街             | 23     | 循道衛理大廈       | 軒尼詩道           |
| 24         | 安祥路             | 安祥路             | 24     | 高等法院           | 金鐘道             |
| 25         | 大埔中心           | 大埔中心巴士總站   | 25     | 匯豐總行大廈       | 德輔道中           |
| 26         | 安慈路             | 汀角路             | 26     | 利源東街           | 德輔道中           |
| 27         | 太和廣場           | 寶雅路             | 27     | 永吉街             | 德輔道中           |

## 客量
根據區議會文件，N307線載客情況如下
2021年：最繁忙一小時內的載客率為12%。